# NGC 943
NGC 943 ist eine linsenförmige Galaxie vom Hubble-Typ S0 im Sternbild Walfisch südlich der Ekliptik. Sie ist schätzungsweise 209 Millionen Lichtjahre von der Milchstraße entfernt und hat einen Durchmesser von etwa 85.000 Lj. Gemeinsam mit NGC 942 bildet sie das wechselwirkende Galaxienpaar Arp 309 oder Holm 59. 
Halton Arp gliederte seinen Katalog ungewöhnlicher Galaxien nach rein morphologischen Kriterien in Gruppen. Dieses Galaxienpaar gehört zu der Klasse Unklassifizierte Doppelgalaxien.
Im selben Himmelsareal befinden sich die Galaxien NGC 945, NGC 948, NGC 950, IC 230.
Das Objekt wurde im Jahr 1886 von Frank Muller entdeckt.